# Physcomitrella magdalenae
Physcomitrella magdalenae là một loài Rêu trong họ Funariaceae. Loài này được De Sloover mô tả khoa học đầu tiên năm 1975.